# ランシング (イリノイ州)

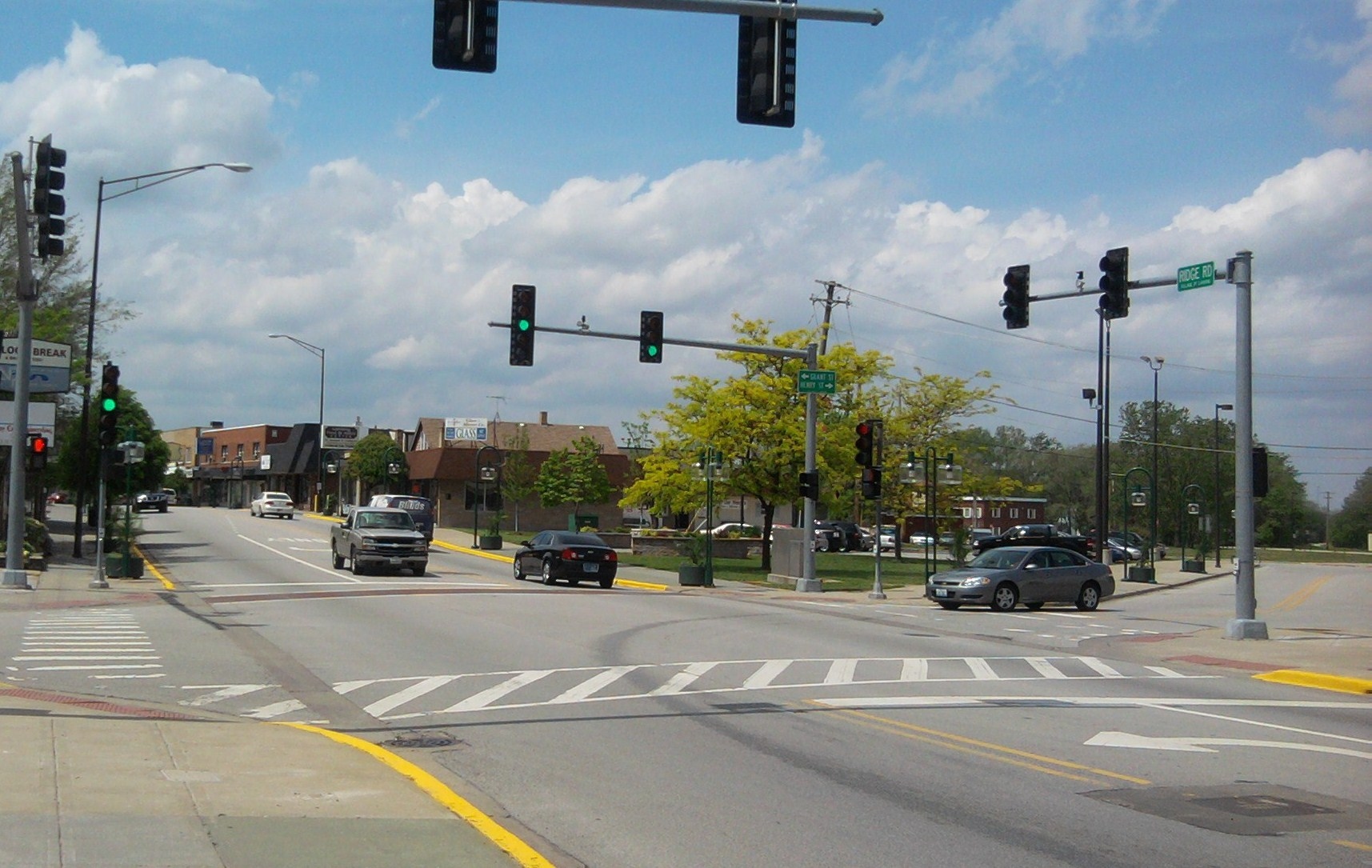
ダウンタウン・ランシング

クック郡内の位置

ランシング（Lansing）は、アメリカ合衆国イリノイ州のクック郡にある村である。人口は2万9076人（2020年）。シカゴの南25キロメートルに位置している。

## 地理
ランシングの北はカルメットシティ、東はインディアナ州である。座標は北緯41度33分57秒 西経87度32分45秒 / 北緯41.56583度 西経87.54583度である。
アメリカ合衆国統計局によると、この村は総面積17.7 km2 (6.8 mi2) である。17.5 km2 (6.8 mi2) が陸地で0.2 km2 (0.1 mi2) が水地域である。総面積の0.88%が水地域となっている。

## 人口動勢
2020年アメリカ合衆国国勢調査によれば、村の人口の47パーセントはアフリカ系アメリカ人である。
2000年国勢調査で、この村は人口28,332人、11,416世帯、7,774家族が暮らしていた。人口密度は1,618.2/km2 (4,188.7/mi2) である。671.0/km2 (1,736.9/mi2) の平均的な密度に11,748軒の住宅が建っている。この村の人種的な構成は白人 85.75、アフリカ系アメリカ人10.69%、アメリカ先住民0.13%、アジア人0.72%、太平洋諸島系0.05%、その他の人種1.54%、及び混血1.13%である。ここの人口の5.73%はヒスパニックまたはラテン系である。
11,416世帯のうち、30.3%が18歳未満の子供と一緒に生活しており、53.3%は結婚して共に生活している。11.4%は未婚の女性が世帯主であり、31.9%は結婚していない。27.9%は1人以上の独身の居住者が住んでおり、12.6%は65歳以上で独身である。1世帯の平均人数は2.48人であり、結婚している家庭の場合は、3.06人である。
この村内の住民は24.3%が18歳未満の未成年、18歳以上24歳以下が7.8%、25歳以上44歳以下が29.1%、45歳以上64歳以下が23.1%、及び65歳以上が15.6%にわたっている。中央値年齢は38歳である。女性100人ごとに対して男性は90.1人である。18歳以上の女性100人ごとに対して男性は87.0人である。
この村内の世帯ごとの平均的な収入は47,554米ドルであり、家族ごとの平均的な収入は56,901米ドルである。男性は45,186米ドルに対して女性は29,152米ドルの平均的な収入がある。この村の一人当たりの収入 (per capita income) は22,547米ドルである。人口の5.4%及び家族の3.5%は貧困線以下である。全人口のうち18歳未満の7.7%及び65歳以上の3.9%は貧困線以下の生活を送っている。